# Belmez
Belmez é um município da Espanha na província de Córdova, comunidade autónoma da Andaluzia. Tem 207,39 km² de área e em 2021 tinha 2 905 habitantes (densidade: 14 hab./km²).
Belmez é conhecida por suas antigas minas de carvão, que estiveram em operação por muitos anos e foram a principal fonte de exploração da vila. Por esse motivo, a Escola Prática para Mineiros foi criada em 1924. Hoje, ela se tornou uma escola politécnica que forma engenheiros civis, engenheiros de recursos energéticos e engenheiros de minas.

## História
O assentamento surgiu após a Reconquista em torno de um castelo existente em uma colina. Formou uma unidade administrativa com a vizinha Fuente Obejuna até 1250, quando foi dividido.
Desde meados do século XIX, a mineração tem sido o principal motor econômico de Belmez. Empresas como a "Sociedad Hullera y Metalúrgica de Belmez" estabeleceram-se na área para explorar as jazidas circundantes. As atividades desta última foram ofuscadas pela Sociedad Minera y Metalúrgica de Peñarroya (SMMP), que se tornou a empresa dominante no final do século XIX.
O desenvolvimento da mineração trouxe um aumento populacional, ultrapassando 10.000 habitantes na década de 1870. Diversas linhas ferroviárias foram construídas para facilitar a exportação do carvão extraído para outras áreas. A primeira delas foi a linha Almorchón-Belmez, inaugurada em 1868. Como resultado, Belmez tornou-se um importante centro ferroviário com diversas estações ferroviárias. A partir de meados do século XX, a atividade mineradora entrou em declínio, marcando o declínio econômico da região.

## Demografia
| Variação demográfica do município entre 1991 e 2004 | Variação demográfica do município entre 1991 e 2004 | Variação demográfica do município entre 1991 e 2004 | Variação demográfica do município entre 1991 e 2004 |
| --------------------------------------------------- | --------------------------------------------------- | --------------------------------------------------- | --------------------------------------------------- |
| 1991                                                | 1996                                                | 2001                                                | 2004                                                |
| 4348                                                | 4115                                                | 3695                                                | 3527                                                |